# Euselasia dolichos
Euselasia dolichos är en fjärilsart som beskrevs av Otto Staudinger 1887. Euselasia dolichos ingår i släktet Euselasia och familjen Riodinidae. Inga underarter finns listade i Catalogue of Life.